# Краснооктябрьское сельское поселение (Палласовский район)
Краснооктя́брьское се́льское посе́ление — муниципальное образование в составе Палласовского района Волгоградской области.
Административный центр — посёлок Красный Октябрь.

## История
Краснооктябрьское сельское поселение образовано 30 декабря 2004 года в соответствии с Законом Волгоградской области № 982-ОД.

## Население
| 2010  | 2012  | 2013  | 2014  | 2015  | 2016  | 2017  |
| ----- | ----- | ----- | ----- | ----- | ----- | ----- |
| 2425  | ↘2401 | ↘2390 | ↘2339 | ↘2323 | ↘2306 | ↘2260 |
| 2018  | 2019  | 2020  | 2021  |       |       |       |
| ↘2222 | ↘2211 | ↘2176 | ↘2140 |       |       |       |

## Состав сельского поселения
| № | Населённый пункт | Тип населённого пункта          | Население |
| - | ---------------- | ------------------------------- | --------- |
| 1 | Жолобов          | хутор                           | 243       |
| 2 | Красный Октябрь  | посёлок, административный центр | 1836      |
| 3 | Старая Балка     | хутор                           | 346       |